# 波哥大峰會

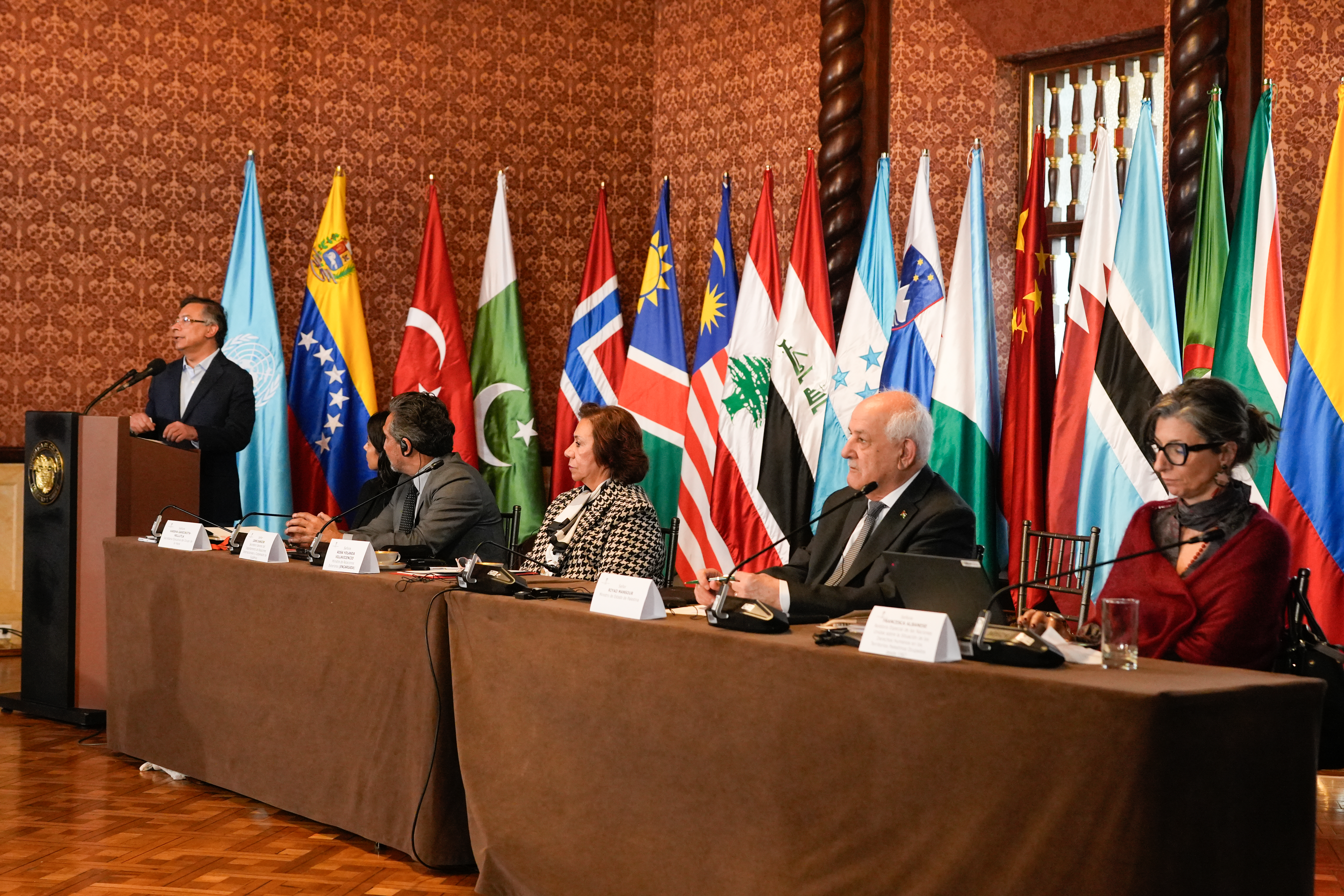
2025年7月16日，哥倫比亞總統古斯塔沃·佩特羅（左）在波哥大峰會結束時發表講話；圖中還有（從左到右）：瓦爾沙·甘迪科塔-內盧特拉（海牙集團執行秘書），贊恩·丹戈爾（南非國際關係與合作部總幹事）、羅莎·約蘭達·比亞維森西奧（哥倫比亞外交部部長）、里亞德·曼蘇爾（巴勒斯坦常駐聯合國觀察員）和弗朗西斯卡·阿爾巴內塞（聯合國被佔巴勒斯坦領土問題特別報告員）

巴勒斯坦緊急會議，又稱波哥大峰會、波哥大會議或波哥大會面，於2025年7月15至16日在哥倫比亞首都波哥大召開，會議由海牙小組組織，共有32個國家參與。會上，共12個與會國同意一系列措施，以遏止以色列在加沙戰爭期間所犯下的種族滅絕行為。是次會議由哥倫比亞總統古斯塔沃·佩特羅主持，場地為聖卡洛斯宮。

## 背景
海牙小組由多個國家組成，宗旨是維護和推動國際法院（ICJ）與國際刑事法院（ICC）就以巴衝突作出的裁決與命令。該組織於2025年1月31日成立，由9個來自全球南方國家在以色列進攻加沙期間發起。
自2023年10月加沙戰爭爆發以來，包括聯合國特別委員會、國際特赦組織及無國界醫生在內的多個人權機構與專家，陸續指出以色列的軍事行動已構成種族滅絕。到2025年7月，因應國際社會回應乏力，海牙小組決定召開緊急會議，商討對策以遏止以色列升級行動與阻止種族滅絕行為。創立成員國之一的南非，早於2023年底已正式向國際法院控告以色列犯下種族滅絕罪。

## 與會者

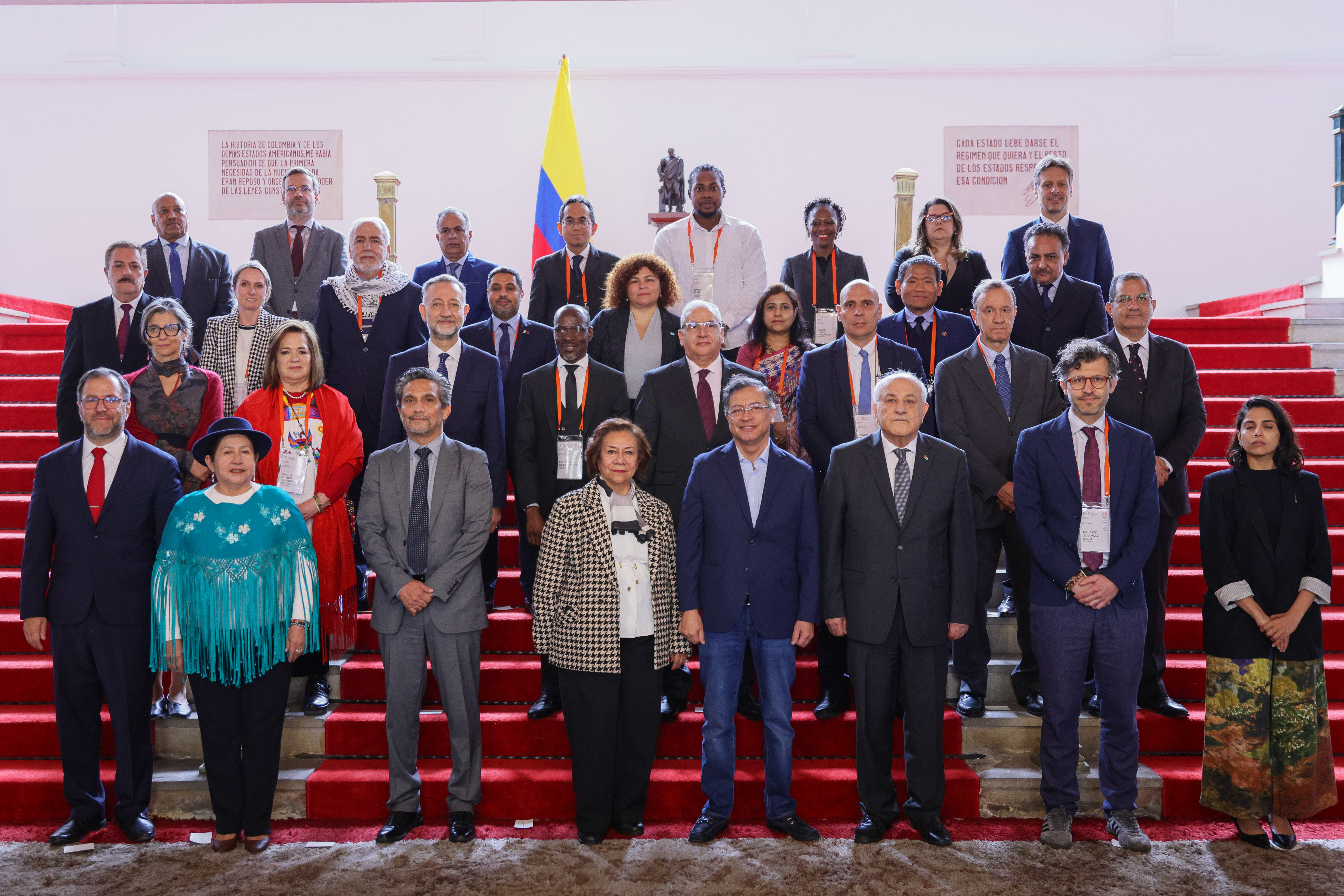
與會代表合影

出席峰會的國家包括：
- 阿尔及利亚
- 玻利维亚
- 巴西
- 智利
- 中华人民共和国
- 哥伦比亚
- 古巴
- 印度尼西亞
- 伊拉克
- 愛爾蘭
- 黎巴嫩
- 利比亞
- 马来西亚
- 墨西哥
- 纳米比亚
- 尼加拉瓜
- 挪威
- 阿曼
- 巴基斯坦
- 巴勒斯坦
- 葡萄牙
- 斯洛維尼亞
- 南非
- 西班牙
- 土耳其
- 乌拉圭
- 委內瑞拉

出席今次會議的官員包括：聯合國巴勒斯坦被佔領土特別報告員弗朗西斯卡·阿爾巴內塞、聯合國近東巴勒斯坦難民救濟和工程處總專員菲利普·拉扎里尼、聯合國健康權特別報告員特拉倫·莫福肯、聯合國對女性及女童歧視問題工作組主席勞拉·尼林金迪，以及聯合國僱傭兵問題工作組成員安德烈斯·馬西亞斯。
巴勒斯坦裔美籍創傷科醫生薩爾·艾哈邁德亦在峰會上分享他在加沙前線醫治傷者的親身經歷。此外，欣德·拉賈卜基金會等多個機構的代表亦有出席。

## 措施
12個與會國於峰會中同意對以色列實施六項行動措施，內容如下：
- 停止向以色列提供或輸送彈藥、武器、燃料、軍事設備及具雙重用途的技術；
- 禁止高風險船隻，即可能用於運送上述物資至以色列者，在各國港口通行、停靠或維修；
- 禁止懸掛同意該措施國家旗幟的船隻，將上述物資運往以色列，違反者須承擔責任；
- 審查公共部門的合約安排，防止公共資金及機構間接支持以色列對巴勒斯坦的佔領行動；
- 根據《國際法》對相關罪行展開調查及提起檢控；
- 支持推動普遍管轄權，確保對巴勒斯坦受害者的國際罪行伸張司法正義。

## 成果
波哥大峰會上，玻利維亞、哥倫比亞、古巴、印尼、伊拉克、利比亞、馬來西亞、納米比亞、尼加拉瓜、阿曼、聖文森及格林納丁斯與南非，共12國簽署聲明，同意落實針對以色列的六項措施。其他與會國代表則表示，尚在評估本國立場，並承諾於2025年9月20日，即第80屆聯合國大會開幕後不久提交具體回應。
7月29日，土耳其率先響應，成為首個全面採納六項措施的國家。兩日後，斯洛文尼亞總理羅伯特·戈洛布雖未明言響應波哥大行動，但宣佈對以色列實施全面武器禁運，成為首個採取此舉的歐洲國家。

## 反應
會議舉行前，美國國務院發言人批評海牙小組試圖將國際法武器化，以推動「激進反西方議程」並「削弱以色列正當性」，揚言美方將「堅決捍衛」其利益，但相關指控遭與會各國駁斥。曾任美國國務院官員的安內爾·謝萊恩則表示，參與會議的國家正履行《防止及懲治危害種族罪公約》所規定的國際法律責任。她早於2025年初辭職，以抗議美國政府介入加沙戰事。美方亦因其針對加沙種族滅絕的報告，近日制裁聯合國特別報告員兼波哥大峰會出席者弗朗西斯卡·阿爾巴內塞。

## 外部鏈接
- 官方网站